# Melanospermum italae
Melanospermum italae är en flenörtsväxtart som beskrevs av O.M. Hilliard. Melanospermum italae ingår i släktet Melanospermum och familjen flenörtsväxter. Inga underarter finns listade i Catalogue of Life.